# Liste der Baudenkmäler in Oberstreu
Auf dieser Seite sind die Baudenkmäler in der unterfränkischen Gemeinde Oberstreu zusammengestellt. Diese Tabelle ist eine Teilliste der Liste der Baudenkmäler in Bayern. Grundlage ist die Bayerische Denkmalliste, die auf Basis des Bayerischen Denkmalschutzgesetzes vom 1. Oktober 1973 erstmals erstellt wurde und seither durch das Bayerische Landesamt für Denkmalpflege geführt wird. Die folgenden Angaben ersetzen nicht die rechtsverbindliche Auskunft der Denkmalschutzbehörde.

## Ensembles

### Ensemble Hauptstraße Mittelstreu

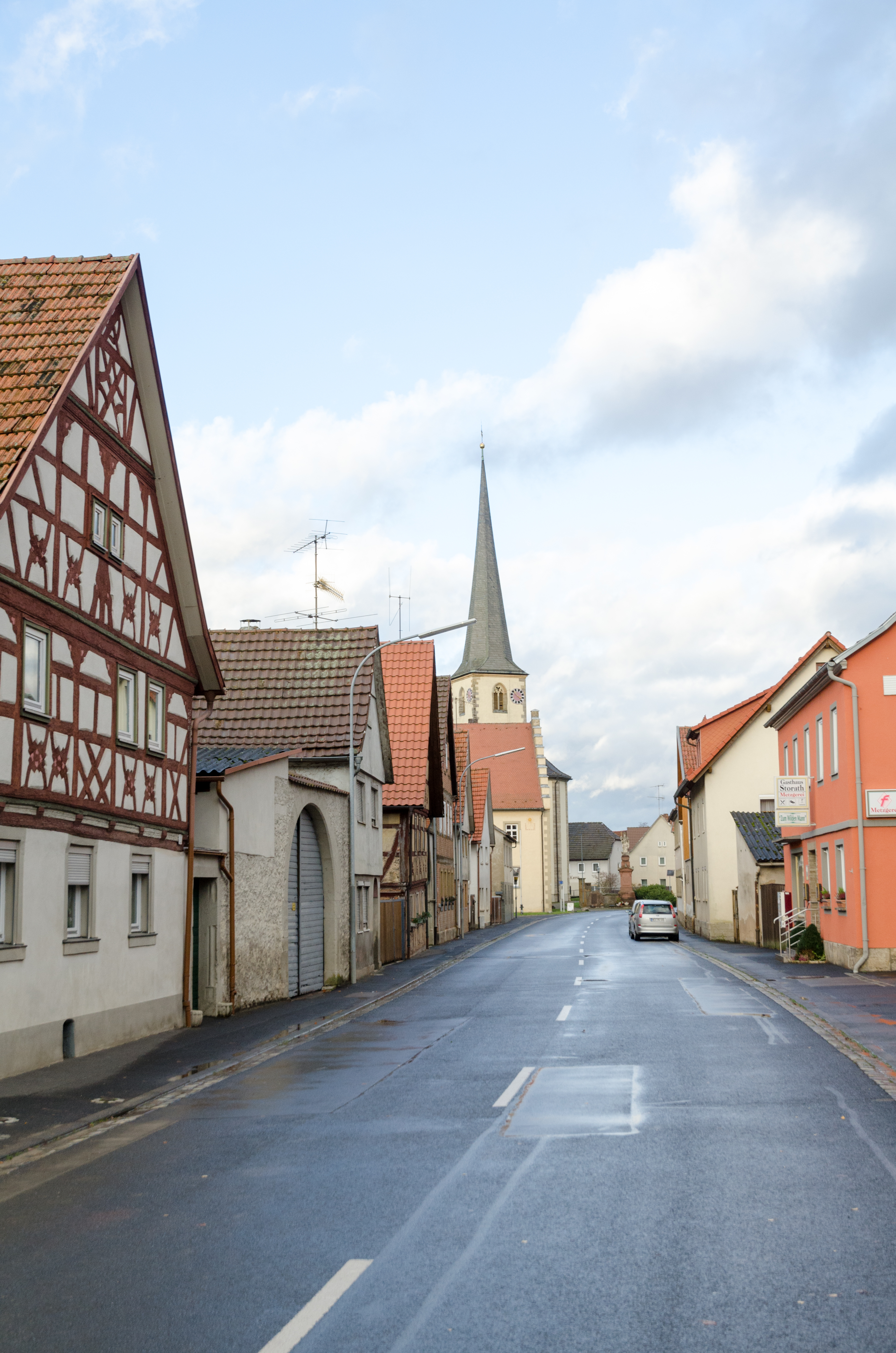

Die Hauptstraße bildet das Rückgrat des ovalförmigen Haufendorfes, dessen Ersterwähnung ins 8. Jahrhundert zurückreicht. Die Straße tritt aus Südwesten in den Ort und erfährt im nördlichen Drittel an der ehem. Kirchenburg vorbeiführend eine Abbiegung nach Nordwesten. Die Bebauung besteht größtenteils aus giebelständigen Bauernhäusern mit flankierenden Hoftoren, die aus dem 17./18. Jahrhundert stammen und Obergeschosse mit Zierfachwerk aufweisen. Einen Schwerpunkt im Ensemble bildet die von Gadenanlagen und dem ehem. Amtshaus, einem Spätrenaissance-Bau, eingefasste Pfarrkirche. Der nördliche Ortsausgang ist durch die barocke Mühle betont. Der Häuserbestand ist von einigen Neubauten durchsetzt. Umgrenzung: Hauptstraße 8, 10-37, 39, 41, Bahrastraße 2, Brunngasse 1, Lindengasse 2, Pfarrgasse 4.
Aktennummer: E-6-73-151-1.
Bilder.

## Ortsbefestigungen

### Oberstreu
| Lage | Objekt          | Beschreibung | Akten-Nr.     | Bild |
| --- | --------------- | --- | ------------- | ---- |
| An der Dorfmauer 10; Bogenstraße 14; Bogenstraße 16; Mellrichstädter Straße 12; Mellrichstädter Straße 19 () | Dorfbefestigung | Reste der ehemaligen Dorfmauer, Bruchstein- und Quadermauer, wohl 2. H. 16. Jh.; zugleich Ostmauer des Friedhofs, rückwärtige Hofmauer des Anwesens Mellrichstädter Straße 19 und entlang der Torstraße von der Ecke des Anwesens Mellrichstädter Straße 12 bis zum Rückgebäude Schloßstraße 3 | D-6-73-151-91 |      |

### Mittelstreu
Die Reste der ehem. Dorfmauer sind entlang der östlichen Ortsbegrenzung vom Friedhof zum Mühlengrabe in der rückwärtigen Mauer eines Nebengebäudes von Hauptstraße 8 (mit Rundbogenpforte) und an der rückwärtigen Grundstücksgrenze von Rosengasse 5 erhalten. In der Anlage sind sie wohl spätmittelalterlich.
Aktennummer: D-6-73-151-65.

## Baudenkmäler nach Gemeindeteilen

### Oberstreu
| Lage                                                                          | Objekt                                                  | Beschreibung | Akten-Nr.     | Bild                                        |
| ----------------------------------------------------------------------------- | ------------------------------------------------------- | --- | ------------- | ------------------------------------------- |
| Am Arnsaug, Stationsberg (Standort)                                           | Herz-Jesu-Kapelle                                       | Verputzter Satteldachbau mit Giebelreiter und Altarhaus, neugotisch, 1875; mit Ausstattung | D-6-73-151-30 | BW                                          |
| Am Arnsaug, Stationsberg (Standort)                                           | 13 Kreuzwegstationen                                    | Heiligenhäuschen mit fialenbekrönten Satteldächern und spitzbogigen vergitterten Nischen, Stuckreliefs mit Goldhöhungen, neugotisch, von 1862 | D-6-73-151-30 | BW                                          |
| Am Arnsaug, Stationsberg (Standort)                                           | Station XII als Steinkreuz                              | Am Fuß des Kreuzstammes Marienfigur | D-6-73-151-30 | BW                                          |
| Am Arnsaug, Stationsberg (Standort)                                           | Station XIV                                             | Im Kapelleninneren | D-6-73-151-30 | BW                                          |
| Antoniusstraße 2, am Ortsausgang nach Mellrichstadt (Standort)                | Sogenannter Franzosenbildstock                          | Monolithischer Bildstock aus romanisierender Knotensäule und spätgotischem Aufsatz mit Zinnen, Reliefs Schmerzensmann mit Stifterpaar, Kreuzigungsgruppe, Muttergottes und Heiliger Katharina, bezeichnet „Conradus Multrer 1448“, Dachaufsatz aus drei Fialen mit Kreuzblumen, nachgotisch, 1597                                 | D-6-73-151-2  | weitere Bilder                              |
| Bogenstraße 9; Nähe Gadenweg (Standort)                                       | Katholische Pfarrkirche St. Andreas                     | Neubarocker Saalbau mit halbrund geschlossenem Chor, 1914, an der Ostseite ehemaliger Chorturm des Vorgängerbaus, im Kern 12. Jahrhundert, Oberbau 1608, Laternenhaube wohl zweite Hälfte 17. Jahrhundert, und Fragment eines Renaissance-Säulenportals um 1608–1614, in Südfassade Inschrifttafel bezeichnet „1614“; Ausstattung | D-6-73-151-3  | weitere Bilder                              |
| Bogenstraße 9; Nähe Gadenweg (Standort)                                       | Reste der Gadenanlage                                   | Bezeichnet „1557–1591“, Erneuerungen nach 1648 (bezeichnet „1673“) | D-6-73-151-3  | weitere Bilder                              |
| Bogenstraße 13 (Standort)                                                     | Ehemalige Schule                                        | Zweigeschossiger Walmdachbau mit Natursteinsockel, biedermeier-klassizistisch, Mitte 19. Jahrhundert | D-6-73-151-78 | weitere Bilder                              |
| Bogenstraße 14, An der Dorfmauer 10 (Standort)                                | Friedhof, Friedhofsmauer                                | Mitte 19. Jahrhundert | D-6-73-151-1  | BW                                          |
| Bogenstraße 14; An der Dorfmauer 10 (Standort)                                | Friedhofskreuz                                          | 1867 | D-6-73-151-1  | BW                                          |
| Bogenstraße 14; An der Dorfmauer 10, vor dem Friedhof (Standort)              | Kriegerdenkmal für die Gefallenen der beiden Weltkriege | Skulptur Mutter mit Kindern über Sockel mit Inschrift und Gefallenenlisten, 1920er Jahre | D-6-73-151-1  | BW                                          |
| Brückenstraße 4 (Standort)                                                    | Pforte mit Schulterbogen                                | 1791 | D-6-73-151-5  | weitere Bilder                              |
| Brückenstraße 5 (Standort)                                                    | Bauernhaus                                              | Giebelständig, zweigeschossig mit Satteldach, massives Erdgeschoss, Fachwerkobergeschoss mit geschnitzten Eckständern, Giebel mit Zierfachwerk, 18. Jahrhundert | D-6-73-151-6  | weitere Bilder                              |
| Brückenstraße 11 (Standort)                                                   | Bauernhaus                                              | Giebelständig, zweigeschossig, verputzt, massives Erdgeschoss, Obergeschoss in Fachwerk, steiles Satteldach, 17. und 18. Jahrhundert | D-6-73-151-9  | BW                                          |
| Brückenstraße 12; Schmalzgasse 7 (Standort)                                   | Pforte                                                  | Schulterbogen, bezeichnet „1591“ | D-6-73-151-10 | BW                                          |
| Brückenstraße 19; Dorfgrabenweg 12 (Standort)                                 | Ehemalige Dorfsmühle, sogenannte Innere Mühle           | Zweigeschossiger Satteldachbau mit Fachwerkobergeschoss, zweite Hälfte 16. Jahrhundert | D-6-73-151-79 | weitere Bilder                              |
| Brückenstraße 19; Dorfgrabenweg 12 (Standort)                                 | Hofmauer                                                | Mit Wappenstein und Inschriftenstein, bezeichnet „1615“ | D-6-73-151-79 | weitere Bilder                              |
| Brückenstraße 19; Dorfgrabenweg 12 (Standort)                                 | Bildstock                                               | Mit Sandsteinfigur des heiligen Joseph, um 1920 | D-6-73-151-79 | weitere Bilder                              |
| Brückenwiesen; Mönchshofstraße; auf der Streubrücke Richtung Bahra (Standort) | Nepomukfigur                                            | Sandstein, bezeichnet „1729“ | D-6-73-151-24 | weitere Bilder                              |
| Gadenweg 1 (Standort)                                                         | Bauernhaus                                              | Zweigeschossiger Halbwalmdachbau, Erdgeschoss massiv, Obergeschoss Fachwerk, erste Hälfte 19. Jahrhundert | D-6-73-151-11 | weitere Bilder                              |
| Gadenweg 4 (Standort)                                                         | Ehemalige Schule                                        | Zweigeschossiges Satteldachhaus, Erdgeschoss massiv, Obergeschoss straßenseitig massiv, sonst Fachwerk, 1609 | D-6-73-151-12 | weitere Bilder                              |
| Gadenweg 4 (Standort)                                                         | Wappentafel                                             | Bezeichnet „1609“ | D-6-73-151-12 | weitere Bilder                              |
| Grafenberg, am Grafenberg am Weg hinter dem Sägewerk (Standort)               | Bildstock                                               | Mit Reliefs der Beweinung, der Apostel Andreas und Petrus, und Stifterwappen, bezeichnet „1723“ | D-6-73-151-23 | BW                                          |
| Kirchstraße 1 (Standort)                                                      | Bauernhof in Ecklage, Fachwerkwohnstallhaus             | Zweigeschossig, mit Satteldach, Erdgeschoss in Teilen massiv, um 1800 | D-6-73-151-13 | Bauernhof in Ecklage, Fachwerkwohnstallhaus |
| Kirchstraße 1 (Standort)                                                      | Bauernhof in Ecklage, Hoftor mit Pforte                 | Bezeichnet „1798“ | D-6-73-151-13 | weitere Bilder                              |
| Kirchstraße 1 (Standort)                                                      | Nebengebäude                                            | | D-6-73-151-13 | BW                                          |
| Kirchstraße 5 (Standort)                                                      | Pforte                                                  | Stein, Schulterbogen, 1591 | D-6-73-151-14 | weitere Bilder                              |
| Kirchstraße 7 (Standort)                                                      | Bauernhof                                               | Zweigeschossiger Satteldachbau, verputztes Fachwerk, 18. Jahrhundert | D-6-73-151-15 | weitere Bilder                              |
| Kirchstraße 7 (Standort)                                                      | Bauernhof, Hoftor mit Pforte                            | Holz, bezeichnet „1788“ | D-6-73-151-15 | weitere Bilder                              |
| Kirchstraße 7 (Standort)                                                      | Bauernhof, Nebengebäude                                 | Bruchstein mit Fachwerkgiebeln, 18. Jahrhundert | D-6-73-151-15 | BW                                          |
| Kirchstraße 11 (Standort)                                                     | Pfarrhaus                                               | Zweigeschossiger kubischer Massivbau mit Pyramiddach, verputzt, Stichbogenfenster, 1834 | D-6-73-151-16 | weitere Bilder                              |
| Mellrichstädter Straße 2 (Standort)                                           | Bauernhaus in Ecklage                                   | Zweigeschossiges Satteldachhaus, mit Fachwerkobergeschoss, bezeichnet „1849“, Hofpforte, bezeichnet „1847“ | D-6-73-151-17 | weitere Bilder                              |
| Mellrichstädter Straße 3 (Standort)                                           | Marienkrönung                                           | Relief in Bogennische, Ende 18. Jahrhundert | D-6-73-151-18 | weitere Bilder                              |
| Mellrichstädter Straße 7 (Standort)                                           | Walmdachhaus                                            | Zweigeschossig, verputzt, mit gotisierenden Elementen, Mitte 19. Jahrhundert | D-6-73-151-19 | BW                                          |
| Mellrichstädter Straße 8 (Standort)                                           | Bauernhof                                               | Giebelständiges zweigeschossiges Satteldachhaus, verputztes Fachwerk, 17./18. Jahrhundert | D-6-73-151-20 | weitere Bilder                              |
| Mellrichstädter Straße 8 (Standort)                                           | Profilierte Rundbogenpforte                             | Mit Sitznischen, 16. Jahrhundert | D-6-73-151-20 | weitere Bilder                              |
| Mellrichstädter Straße 12 (Standort)                                          | Bauernhof                                               | Zweigeschossiger Satteldachbau, Fachwerkobergeschoss, 17./18. Jahrhundert | D-6-73-151-21 | weitere Bilder                              |
| Mellrichstädter Straße 12 (Standort)                                          | Spitzbogige Pforte                                      | 16. Jahrhundert | D-6-73-151-21 | weitere Bilder                              |
| Mellrichstädter Straße 12 (Standort)                                          | Nebengebäude                                            | 19. Jahrhundert | D-6-73-151-21 | BW                                          |
| Mockenmühlweg 4; Mockenmühlweg; Hinterm Mönchshof; In Oberstreu (Standort)    | Mönchshof                                               | Ehemaliger Klosterhof, stattliches Bauernhaus, zweigeschossig mit Satteldach, massives Erdgeschoss, Fachwerkobergeschoss, 17./18. Jahrhundert | D-6-73-151-22 | weitere Bilder                              |
| Mockenmühlweg 4; Mockenmühlweg; Hinterm Mönchshof; In Oberstreu (Standort)    | Mönchshof                                               | Zweigeschossige Steinscheuer, verputzt, mit Satteldach, bezeichnet „1568“ | D-6-73-151-22 | BW                                          |
| Mockenmühlweg 4; Mockenmühlweg; Hinterm Mönchshof; In Oberstreu (Standort)    | Mönchshof                                               | Eingeschossige Scheune mit Halbwalmdach, 17./18. Jahrhundert | D-6-73-151-22 | weitere Bilder                              |
| Mockenmühlweg 4; Mockenmühlweg; Hinterm Mönchshof; In Oberstreu (Standort)    | Mönchshof, Ringmauer                                    | Bruchstein | D-6-73-151-22 | weitere Bilder                              |
| Mockenmühlweg 4; Mockenmühlweg; Hinterm Mönchshof; In Oberstreu (Standort)    | Mönchshof, Portal mit Pforte                            | Rundbogig, Bruchstein | D-6-73-151-22 | BW                                          |
| Schenkengasse 5 (Standort)                                                    | Pforte                                                  | Mit nachgotischem Schulterbogen, 17. Jahrhundert | D-6-73-151-26 | weitere Bilder                              |
| Schenkengasse 7 (Standort)                                                    | Pforte                                                  | 18. Jahrhundert | D-6-73-151-77 | weitere Bilder                              |
| Schenkengasse 14 (Standort)                                                   | Pforte                                                  | Nachgotisch, mit Wappen, bezeichnet „1607“ | D-6-73-151-76 | weitere Bilder                              |
| Schloßgasse 5 (Standort)                                                      | Ehemaliges Vorwerk, sogenannter Ker'scher Hof, Scheune  | Steinbau mit Treppengiebel, 1572 | D-6-73-151-28 | weitere Bilder                              |
| Schloßgasse 5 (Standort)                                                      | Wohnhaus                                                | Mit Fachwerkobergeschoss, 17./18. Jahrhundert | D-6-73-151-28 | weitere Bilder                              |
| Schloßgasse 5 (Standort)                                                      | Einfriedungsmauern                                      | | D-6-73-151-28 | weitere Bilder                              |
| Stigel 3 (Standort)                                                           | Wohnhaus                                                | Zweigeschossiger Walmdachbau, massiv verputzt, 1837 | D-6-73-151-29 | weitere Bilder                              |
| Streu (Standort)                                                              | Steinbrücke                                             | Einbogig, Quadermauerwerk mit Radabweisern | D-6-73-151-64 | BW                                          |
| Streu (Standort)                                                              | Steinerne Brückenfigur                                  | Maria auf Mondsichel mit Kind, 1828 | D-6-73-151-64 | BW                                          |

### Mittelstreu
| Lage                                                          | Objekt                                         | Beschreibung | Akten-Nr.     | Bild           |
| ------------------------------------------------------------- | ---------------------------------------------- | --- | ------------- | -------------- |
| Am Friedhof 1, 3 (Standort)                                   | Friedhof                                       | Um 1635 angelegt | D-6-73-151-31 | weitere Bilder |
| Am Friedhof 1 (Standort)                                      | Friedhofskapelle                               | Saalbau mit Satteldach von 1690, Turmanbau mit Satteldach bezeichnet „1936“; mit Ausstattung | D-6-73-151-31 | weitere Bilder |
| Am Friedhof 1; Am Friedhof 3 (Standort)                       | Bildstock                                      | Mit Immaculata, seitlich Jesus und St. Johannes, Beschlagwerk, signiert von Hans Dieterich 17. Jahrhundert | D-6-73-151-31 | BW             |
| Am Friedhof 1, 3 (Standort)                                   | Friedhofsmauer                                 | 17. und 19. Jahrhundert | D-6-73-151-31 | weitere Bilder |
| Am Friedhof 1, vor der Friedhofsmauer (Standort)              | Kreuzigungsgruppe                              | Mit gusseiserner Einfriedung, 1889 | D-6-73-151-31 | weitere Bilder |
| Am Friedhof 1, 3 (Standort)                                   | Marienstatue                                   | Um 1900 | D-6-73-151-31 | BW             |
| Am Rasen 6 (Standort)                                         | Bauernhaus                                     | Giebelständiger Satteldachbau, Erdgeschoss massiv, Obergeschoss und Giebel mit Zierfachwerk, bezeichnet „1754“ | D-6-73-151-32 | weitere Bilder |
| An der Streu 12 (Standort)                                    | Ehemalige Mühle, sogenannte Mittelmühle        | Zweigeschossiger Walmdachbau mit massivem Erdgeschoss und Fachwerkobergeschoss, bez. 1692 Reste der ehemaligen Mühlgrabeneinfassung, Sandsteinquader, wohl zeitgleich | D-6-73-151-69 | BW             |
| Nähe Bahrastraße (Standort)                                   | Heiligenhäuschen                               | Altarblock mit Nischenaufsatz, Relief der Heiligen Dreifaltigkeit, bezeichnet „1727“ | D-6-73-151-36 | weitere Bilder |
| Bahrastraße 10 (Standort)                                     | Bauernhaus                                     | Zweigeschossiger giebelständiger Sattaldachbau, Erdgeschoss massiv (Bruchstein und Ziegel), Obergeschoss Zierfachwerk verputzt, rückwärtig vermauerte Rundbogentür, 16./17. Jahrhundert | D-6-73-151-34 | weitere Bilder |
| Bahrastraße 10 (Standort)                                     | Fußgängerpforte                                | Bezeichnet „1573“ | D-6-73-151-34 | weitere Bilder |
| Brunngärten, Erlach, St 2445, Streu (Standort)                | Steinbrücke über die Streu                     | Zweijochig rundbogig, an Brüstung Rokokokartusche mit Initialen „FL“, Ende 18. Jahrhundert, mit zugehörigen Flutbrücken | D-6-73-151-56 | weitere Bilder |
| Brunngärten, Erlach, St 2445, Streu (Standort)                | Figur des heiligen Kilian                      | Bezeichnet „JFD Hetz Bildhau 1787“ | D-6-73-151-56 | weitere Bilder |
| Brunngärten, Erlach, St 2445, Streu (Standort)                | Figur des heiligen Johannes Nepomuk            | Bezeichnet „1719“ | D-6-73-151-56 | weitere Bilder |
| Brunngasse 4 (Standort)                                       | Wohnstallhaus                                  | Giebelständiger Satteldachbau, Erdgeschoss Haustein und Bruchstein, Obergeschoss Fachwerk, 18./19. Jahrhundert | D-6-73-151-38 | BW             |
| Hauptstraße 12 (Standort)                                     | Wohnstallhaus                                  | Giebelständiger Satteldachbau, massives Erdgeschoss, Fachwerkobergeschoss, giebelseitig mit Zierfachwerk, 17./18. Jahrhundert | D-6-73-151-40 | weitere Bilder |
| Hauptstraße 16 (Standort)                                     | Bauernhaus                                     | Giebelständiger Satteldachbau, Erdgeschoss massiv mit geohrten Fenstern, Obergeschoss Fachwerk verputzt, 17. und frühes 18. Jahrhundert, bezeichnet „1822“ | D-6-73-151-41 | weitere Bilder |
| Hauptstraße 17 (Standort)                                     | Wohnstallhaus                                  | Giebelständiger Satteldachbau, massives Erdgeschoss mit Eckquaderung, Fachwerkobergeschoss, Giebelseite mit Zierfachwerk, bezeichnet „1684“ | D-6-73-151-42 | weitere Bilder |
| Hauptstraße 17 (Standort)                                     | Pforte und rundbogiges Hoftor                  | Bezeichnet „1758“ | D-6-73-151-42 | weitere Bilder |
| Hauptstraße 21 (Standort)                                     | Bauernhaus                                     | Zweigeschossiger giebelständiger Fachwerkbau mit Satteldach, Giebelseite mit Zierfachwerk, 1550–1600, Erdgeschoss um 1800 in Fachwerk erneuert | D-6-73-151-44 | weitere Bilder |
| Hauptstraße 22, Lindengasse 2 (Standort)                      | Hoftor                                         | Rundbogig, bezeichnet „1629“, mit rundbogiger Pforte, bezeichnet „1596“ | D-6-73-151-45 | weitere Bilder |
| Hauptstraße 23 (Standort)                                     | Hoftor                                         | Rundbogig, bezeichnet „1617“ | D-6-73-151-70 | weitere Bilder |
| Hauptstraße 25 (Standort)                                     | Bauernhaus                                     | Giebelständiger Putzbau, Erdgeschoss massiv, Fachwerkobergeschoss, Satteldach, Ende 18. Jahrhundert | D-6-73-151-46 | weitere Bilder |
| Hauptstraße 27 (Standort)                                     | Bauernwohnhaus                                 | Giebelständiger Satteldachbau, Zierfachwerk im Giebel verputzt, 17./18. Jahrhundert | D-6-73-151-47 | weitere Bilder |
| Hauptstraße 33 (Standort)                                     | Alte Schule mit Gemeindestube                  | Zweigeschossiger Spätrenaissance-Bau mit Treppengiebeln, verputzt, Eckquaderungen, profilierte Fenstergewände, an der Südseite Schmuckportal mit Wappen des Julius Echter, von Steinmetz Balzer (wohl Balthasar Schubert), bezeichnet „1609“, zwei Nordportale, eines mit Sitznischen; 1986/87 Umbau zum Gemeindehaus; südlicher Abschluss des Kirchhofs (siehe Pfarrkirche Hauptstraße 37) | D-6-73-151-48 | weitere Bilder |
| Hauptstraße 34 (Standort)                                     | Ehemaliges Gasthaus zur Linde                  | Zweigeschossiger Satteldachbau, massives Erdgeschoss, Fachwerkobergeschoss und Giebelseite mit Zierfachwerk, 1550–1600, Erdgeschoss verändert | D-6-73-151-49 | weitere Bilder |
| Hauptstraße 36, Nähe Hauptstraße (Standort)                   | Ehemalige Dorf- oder Tormühle                  | Mansardwalmdachbau, zweigeschossiger Putzbau mit geohrten Tür- und Fensteröffnungen sowie Nische mit Nikolausfigur über Rokokokartusche mit Bürgerwappen und Inschrift (mit Chronogramm) bezeichnet „1748“, im Kern vor 1606 | D-6-73-151-50 | weitere Bilder |
| Hauptstraße 36, Nähe Hauptstraße (Standort)                   | Nebengebäude                                   | Um 1870 und um 1920 | D-6-73-151-50 | weitere Bilder |
| Hauptstraße 36, Nähe Hauptstraße (Standort)                   | Zugehöriger Mühlgraben                         | | D-6-73-151-50 | weitere Bilder |
| Hauptstraße 37 (Standort)                                     | Katholische Pfarrkirche St. Johann Baptist     | Saalkirche mit Satteldach, seitlich neben dem eingezogenen Chor Turm, unterer Teil zweite Hälfte 13. Jahrhundert, Turmobergeschoss und Spitzhelm 1607, Renovierung des Langhauses 1590–1612, Erweiterung und Barockisierung durch Maurermeister Johann Michael Schmitt 1714/15, Schmuckportal bezeichnet „1715“, (Renovierungen 1886, 1892/93 und 1985/86); mit Ausstattung                 | D-6-73-151-51 | weitere Bilder |
| Hauptstraße 37, Nähe Hauptstraße, Nähe Lämmergasse (Standort) | Gadenanlage                                    | Bruchstein mit Hausteinpforten, Fachwerkaufbauten mit Pultdächern, 16. Jahrhundert, bezeichnet „1516“, „1534“ und „1576“ | D-6-73-151-51 | weitere Bilder |
| Nähe Lämmergasse (Standort)                                   | Ehemaliger Karner                              | Zweigeschossiger Bruchsteinbau mit Fachwerkgiebel und Satteldach, wohl 16. Jahrhundert | D-6-73-151-51 | BW             |
| Hauptstraße 37, Nähe Hauptstraße, Nähe Lämmergasse (Standort) | Kirchhofeinfriedung                            | Zum Teil noch 15./16. Jahrhundert, Torpfeiler (bei Hauptstraße 33), mit romanischem (?) Hasenrelief | D-6-73-151-51 | weitere Bilder |
| Hauptstraße 37 (Standort)                                     | Kriegerdenkmal für 1870/71                     | Mit Patrona Bavariae, heller Sandstein, auf hohem Postament aus Rotsandstein mit Rundgiebeln und Inschrifttafeln, bezeichnet „1896“, von Valentin Weidner | D-6-73-151-51 | weitere Bilder |
| Hauptstraße 39 (Standort)                                     | Wohnstallhaus                                  | Giebelständig mit Halbwalmdach, massives Erdgeschoss, Fachwerkobergeschoss, bezeichnet „1794“ und „1834“ | D-6-73-151-52 | Wohnstallhaus  |
| Käsgasse 2 (Standort)                                         | Bauernhaus                                     | Zweigeschossig mit Satteldach, massives Erdgeschoss, Fachwerkobergeschoss, verputzt, giebelseitig mit Zierfachwerk, 17. Jahrhundert | D-6-73-151-53 | BW             |
| Käsgasse 4 (Standort)                                         | Pforte                                         | Mit verziertem Schulterbogen, Haustein in Bruchsteinmauer, bezeichnet „1685“ | D-6-73-151-54 | BW             |
| Lohn; Straße nach Bahra (Standort)                            | Bildstock                                      | Mit Reliefs von Kreuzigungsgruppe, Schmerzensmann und König, 18. Jahrhundert | D-6-73-151-62 | BW             |
| Pfarrgasse 4 (Standort)                                       | Bauernhof                                      | Zweigeschossiges Wohnhaus mit Satteldach, Erdgeschoss massiv, Fachwerkobergeschoss, Giebel mit Zierfachwerk, 17. Jahrhundert | D-6-73-151-57 | Bauernhof      |
| Pfarrgasse 4 (Standort)                                       | Bauernhof                                      | Nebengebäude und Fachwerkscheune, 19. Jahrhundert | D-6-73-151-57 | weitere Bilder |
| Pfarrgasse 10 ()                                              | Bauernhaus                                     | Wohnstallbau, traufständiger, einseitig halb abgewalmter Satteldachbau mit massivem Erd- und Fachwerkobergeschoss, bez. 1793; Hofmauer, Bruchstein, wohl gleichzeitig, Stichbogenpforte und Torpfeiler in Sichtziegelbauweise, um 1920 | D-6-73-151-90 |                |
| Pfarrgasse 11 (Standort)                                      | Hofmauer mit geohrtem Portal                   | Sandstein, 18. Jahrhundert | D-6-73-151-58 | weitere Bilder |
| Nähe Quellenpfad (Standort)                                   | Bildstock                                      | Mit Reliefs der Kreuzigung und Maria, seitlich heilige Bischöfe, 17. Jahrhundert | D-6-73-151-63 | BW             |
| Rosengasse 7 (Standort)                                       | Bauernwohnhaus                                 | Zweigeschossiger Satteldachbau, Erdgeschoss in Teilen massiv, Fachwerkobergeschoss und Giebel mit Zierfachwerk, 17./18. Jahrhundert | D-6-73-151-60 | weitere Bilder |
| Rosengasse 7 (Standort)                                       | Pforte                                         | 18. Jahrhundert | D-6-73-151-60 | weitere Bilder |
| Rosengasse 7 (Standort)                                       | Nebengebäude                                   | 18./19. Jahrhundert | D-6-73-151-60 | BW             |
| Triebgasse 1 (Standort)                                       | Wohnhaus                                       | Traufständig, zweigeschossig mit Satteldach, Erdgeschoss Bruchstein, Obergeschoss mit reichem Zierfachwerk, profiliertes rundbogiges Türgewände bezeichnet „1686“ | D-6-73-151-61 | weitere Bilder |
| Triebgasse 1 (Standort)                                       | Nachgotische Fußgängerpforte                   | Bezeichnet „1614“ | D-6-73-151-61 | BW             |
| Wörth (Standort)                                              | Wasserwerk Mittelstreu-Oberstreu-Mellrichstadt | Eingeschossiger Gruppenbau mit Satteldächern, und häuschenbekröntem Schornstein, stilistisch am Jugendstil orientiert, bezeichnet „1906“ und „1909“; mit technischer Ausstattung; mit Wehranlagen | D-6-73-151-67 | BW             |

## Ehemalige Baudenkmäler
In diesem Abschnitt sind Objekte aufgeführt, die früher einmal in der Denkmalliste eingetragen waren, jetzt aber nicht mehr. Objekte, die in anderem Zusammenhang – also z. B. als Teil eines Baudenkmals – weiter eingetragen sind, sollen hier nicht aufgeführt werden. Aktennummern in diesem Abschnitt sind ehemalige, jetzt nicht mehr gültige Aktennummern.

| Lage                                           | Objekt                                         | Beschreibung                                                                                               | Akten-Nr.     | Bild                      |
| ---------------------------------------------- | ---------------------------------------------- | --- | ------------- | ------------------------- |
| Oberstreu Mellrichstädter Straße 10 (Standort) | Bauernhaus                                     | Zweigeschossiger giebelständiger Fachwerkbau mit Satteldach, 18. Jahrhundert                               | D-6-73-151-74 | Bauernhaus                |
| Oberstreu Mellrichstädter Straße 10 (Standort) | Profilierte Steinpforte                        | Mit geradem Sturz, 18. Jahrhundert                                                                         | D-6-73-151-74 | Profilierte Steinpforte   |
| Mittelstreu Bahrastraße 11 (Standort)          | Schneiderzeichen                               | Schere, Sandstein, bezeichnet „1717“                                                                       | D-6-73-151-35 | weitere Bilder            |
| Mittelstreu Hauptstraße 11 (Standort)          | Handwerkerhaus, Wohnhaus einer Möbeltischlerei | Zweigeschossiger Satteldachbau in Ecklage, Fachwerk verputzt, Giebel mit Zierfachwerk, 17./18. Jahrhundert | D-6-73-151-39 | BW                        |
| Mittelstreu Pfarrgasse (Standort)              | Mauer mit geohrter Pforte                      | 18. Jahrhundert                                                                                            | D-6-73-151-82 | Mauer mit geohrter Pforte |
| Mittelstreu Rosengasse 2 (Standort)            | Hausfigur                                      | Heiliger Wendelin, gefasste Holzstatue, 18./19. Jahrhundert                                                | D-6-73-151-59 | BW                        |
| Mittelstreu Rosengasse 2 (Standort)            | Marienkrönungsrelief                           | Farbig gefasster Sandstein, wohl erste Hälfte 18. Jahrhundert                                              | D-6-73-151-59 | weitere Bilder            |